# Impfpistole

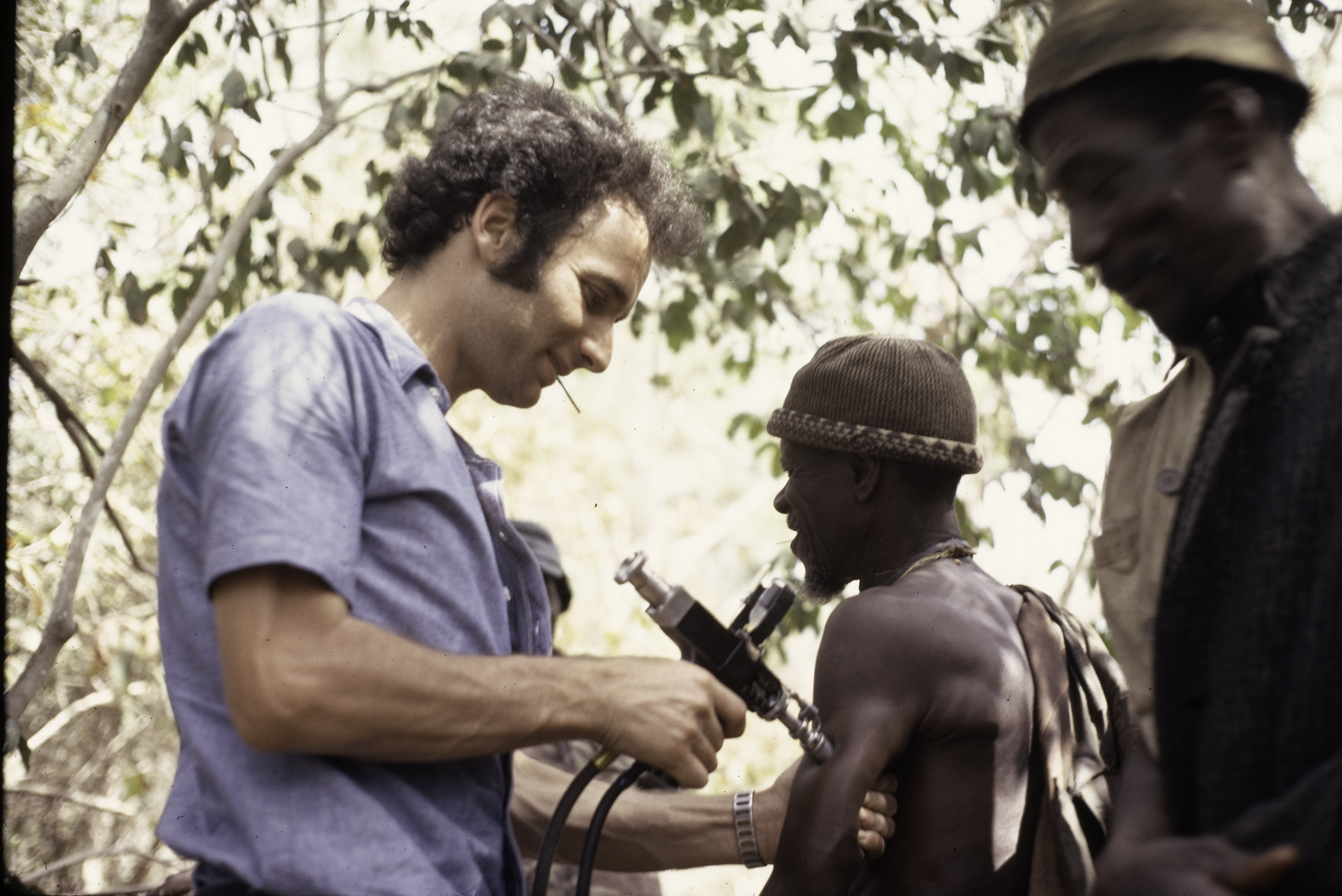
Impfpistole (mit Hochdruck) im Einsatz, 1973

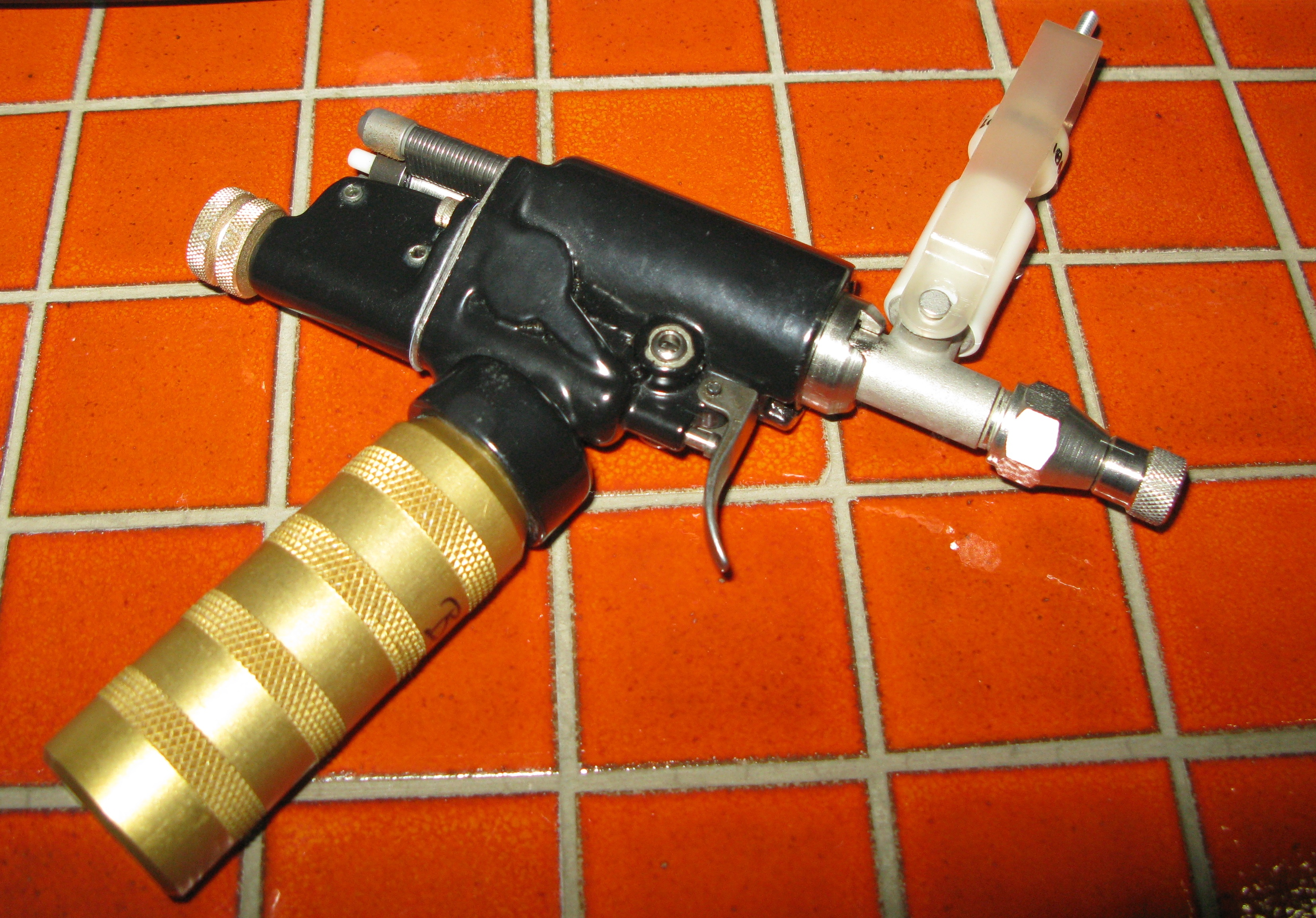
Med-E-Jet Impfpistole, Baujahr 1980

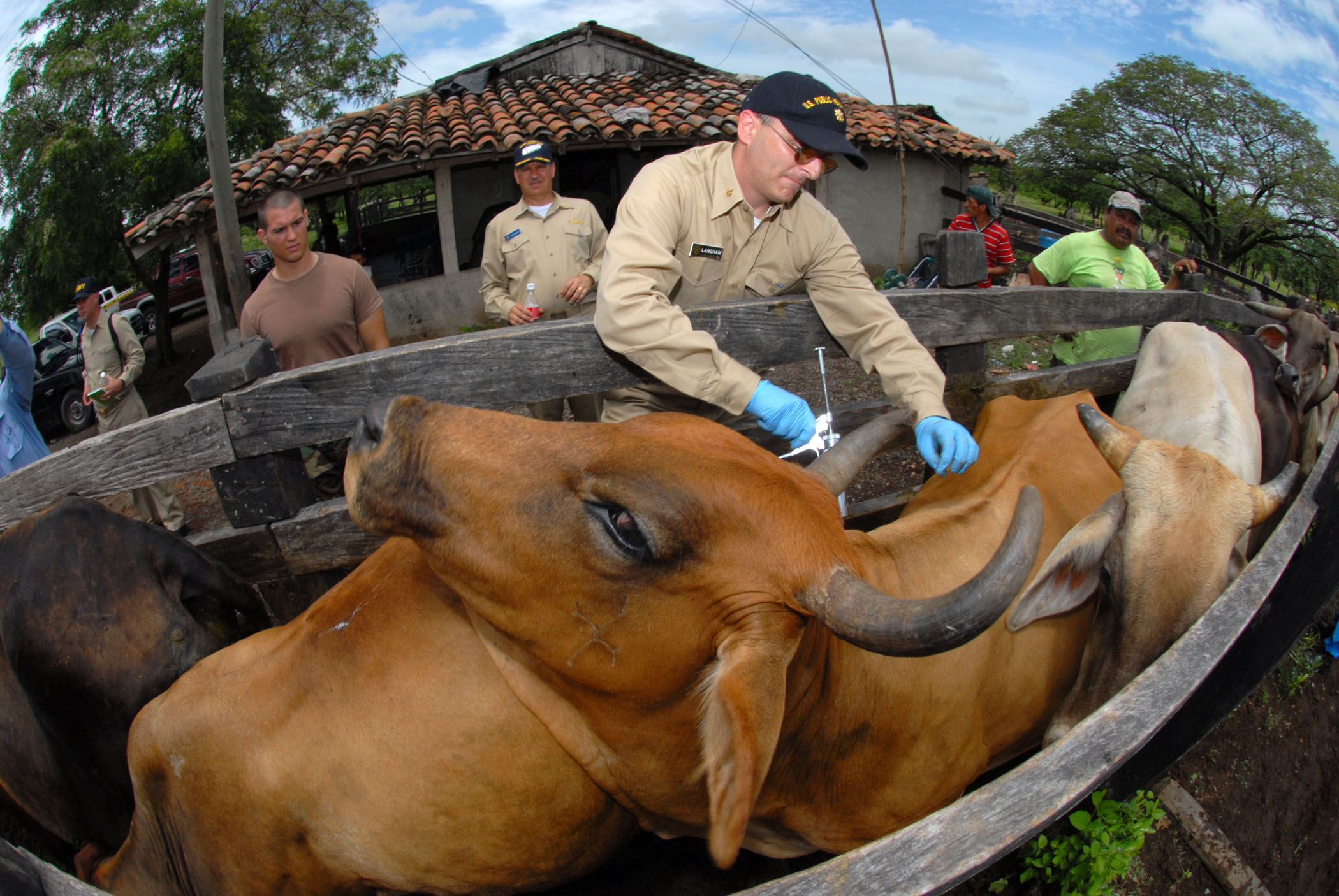
Impfpistole (mit Nadel), 2007

Die Impfpistole ist ein zur Reihenimpfung eingesetztes medizintechnisches Instrument, mit dem entweder (wie bei Spritzen) mit Kanülen oder ohne Kanülen mit Hochdruck (ca. 85 MPa) eine Impfflüssigkeit in die Haut und ins Subkutangewebe appliziert wird.
Die Impfpistole wird in der Veterinärmedizin zur Massenimpfung von Tieren eingesetzt. Der Impfstoff ist fortlaufend dosiert. In der Humanmedizin wird die Impfpistole insbesondere aus Gründen der Sterilität kaum mehr verwendet und scheint insbesondere für Kinder auch ungeeignet zu sein. Zu Zeiten großer Ängste vor AIDS 1985 empfahl das damalige Bundesgesundheitsamt, bei Reihenimpfungen gegen Grippe fürs Erste auf die Anwendung von Impfpistolen zu verzichten – zum damaligen Zeitpunkt war ungeklärt, ob auf diesem Wege HIV übertragen werden kann. Um der Übertragung von Erkrankungen vorzubeugen, empfahl die WHO 2005 auf ihre Anwendung bei Reihenimpfungen zu verzichten. Insbesondere ein erhöhtes Risiko von Hepatitis-Infektionen konnte bestätigt werden. Der Einsatz von Impfpistolen hat zur weltweiten Ausrottung der Pocken beigetragen. Die Leistung eines solchen Gerätes beträgt bis zu 1.000 Impfungen pro Stunde bei Massenimpfprogrammen.